# Trois reines pour une couronne
 (juillet 2017).
Si vous disposez d'ouvrages ou d'articles de référence ou si vous connaissez des sites web de qualité traitant du thème abordé ici, merci de compléter l'article en donnant les références utiles à sa vérifiabilité et en les liant à la section « Notes et références ».
Trois reines pour une couronne est un roman d'Élise Fischer publié en 2001.

## Résumé
En 1898 à Frouard, Lise, ayant déjà Adèle, 5 ans, et Edmond, a Margritte. Son mari, Baptiste, embauche à la tonnellerie de la brasserie. Elle a encore Albert en 1899, Augustine et Prudence en 1902 et Emilienne en 1914. En 1909, Adèle travaille à la brasserie industrielle et est reine de la bière à Nancy. Edmond est mobilisé en 1914 et tué en 1918. Lise meurt aussi. En 1920, Adèle épouse Hippolyte, veuf, et a Charlotte en 1921. Émilienne et Charlotte entrent à la brasserie en 1936 et Charlotte est reine. Adèle quitte Hippolyte en 1937. En 1940, Charlotte est résistante. Elle épouse Julien en 1943 lors d'une permission, tue un Allemand et a Jean en 1944. Baptiste et Émilienne meurent. Julien ne revient pas. Charlotte épouse Robert et a Marc en 1947 et Louise en 1950. Robert meurt en 1960. Louise est reine en 1968.